# Glyceria amurensis
Glyceria amurensis là một loài thực vật có hoa trong họ Hòa thảo. Loài này được Prob. mô tả khoa học đầu tiên năm 1981.